# Tritt auf die Glaubensbahn
Tritt auf die Glaubensbahn (Prends le chemin de la foi), (BWV 152), est une cantate religieuse de Johann Sebastian Bach composée à Weimar en 1714 pour le premier dimanche après le jour de Noël, le 30 décembre cette année-là. Pour cette destination liturgique, deux autres cantates ont franchi le seuil de la postérité : les BWV 28 et 122. 

## Histoire et livret
À Weimar, Bach est l'organiste de cour du prince Johann Ernst de Saxe-Weimar. Le 2 mars 1714, il est promu Konzertmeister, honneur qui comprend la direction mensuelle d'une cantate religieuse dans l'église du château (Schloßkirche). Il compose la cantate dès ce mois de mars pour le dimanche après Noël. Les lectures prescrites pour ce dimanche sont extraites de l'épître aux Galates, « Dieu nous délivre de la Loi » (chapitre 4:1–7), et de l'évangile selon Luc,  Syméon et Hannah parlent à Marie (chapitre 2:33–40). L'évangile suit le cantique de Syméon. Le texte est de Salomon Franck, le poète de cour de Weimar, qui l'a publié dans les Evangelisches Andachts-Opffer en 1715. L'évangile se réfère à Isaïe (chapitre 8:14-15) et au psaume 118 (chapitre 118-22), mentionnant « une pierre d'achoppement et une pierre de scandale » et la « pierre que les bâtisseurs ont refusée ». Le poète s'y réfère, affirmant que Dieu a posé la pierre de fondation, et que l'homme ne doit pas en prendre ombrage. Jésus est alors traité comme une pierre au-delà de toutes les joyaux, et le dernier mouvement est un duo de Jésus et de l'âme, demandant au chrétien de « rejeter le monde et de suivre Jésus »,.
Bach dirige la cantate pour la première fois le 30 décembre 1714en la chapelle ducale.

## Structure et instrumentation
La cantate est écrite pour flûte à bec, hautbois, viole d'amour, viole de gambe, basse continue, deux solistes vocaux (soprano, basse) et chœur à quatre voix.
Il y a six mouvements :
1. sinfonia en mi mineur
2. aria (basse) : Tritt auf die Glabuensbahn
3. récitatif (basse) : Der Heiland ist gesetzt in Israel
4. aria (soprano) : Stein, der uber alle Schatze, hilf
5. récitatif (basse) : Es arg're sich die kluge Welt
6. duo (soprano et basse): Wie soll ich dich, Liebster der Seelen, umfassen

## Musique

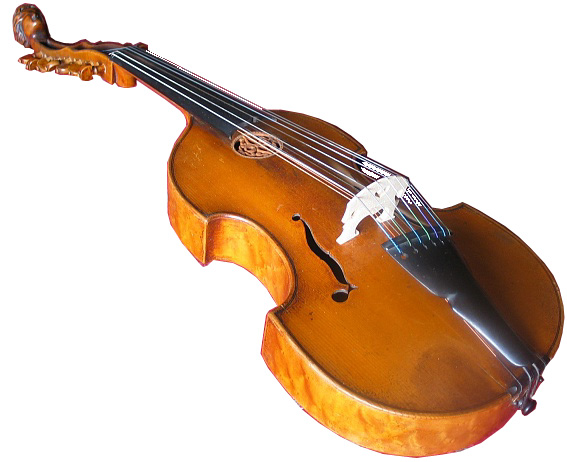
Viole d'amour

Bach nomme cette cantate Concerto et c'est bien une musique de chambre intime pour seulement deux voix, soprano et basse, et quatre instruments solo. Christoph Wolff note les « effets colorés et délicats réalisables avec ces éléments ». La sinfonia d'ouverture en deux sections rappelle l'ouverture à la française employée par Bach dans le Nun komm, der Heiden Heiland, (BWV 61), quelques semaines auparavant. Le thème de la fugue est semblable à celui de la fugue pour orgue, BWV 536. La fugue est l'un des rares fugues instrumentales dans les cantates de Bach.
La première aria est confiée à la basse, qui invite à « prendre le chemin de la foi ». Elle est accompagnée d'un hautbois obbligato et semble illustrer le chemin (Glaubensbahn) en étapes. Le récitatif est divisé en deux sections, après le contraste de böse Welt (« monde du mal ») et seliger Christ (« chrétien béni ») en récitatif et arioso. Les mots zum Fall (« pour la destruction », littéralement : « pour la chute ») est représenté par une chute d'une dixième. La seconde aria, chantée par la soprano, est comme une prière. La section centrale ne comprend que quatre mesures, et la répétition da capo est abrégée. La voix est accompagnée d'une flûte à bec et d'une viole d'amour.
Le duo final, un duo d'amour de Jésus et de l'âme, est structuré en sections, séparées par des parties de la ritournelle qui se répète entièrement à la fin. Chaque section contient le premier dialogue, puis un canon pour illustrer l'unité.